# Alexandra Lazić
Alexandra Lazić (født 24 september 1994) er en svensk volleyballspiller, der spiller for Sveriges volleyballlandshold og det polske hold Radomka SA. Hun har været professionel siden 2012 og spillet i flere forskellige europæiske lande. Alexandra er tvillingesøster til Rebecka Lazić, der også spiller volleyball på eliteniveau.